# Serge Ducoste
Serge Ducoste, né le 4 février 1944 au Bel-Air, un quartier de Port-au-Prince en Haïti et mort le 5 juillet 2024, est un footballeur international haïtien, qui joue au poste de défenseur dans les décennies 1960 et 1970.

## Biographie

### Carrière en club
Il joue en faveur de l'Aigle Noir de Port-au-Prince.

### Carrière en équipe nationale
Avec l'équipe d'Haïti, il joue 14 matchs dans les compétitions organisées par la FIFA, sans inscrire de but, entre 1970 et 1974.
Il dispute neuf matchs comptant pour les éliminatoires du mondial 1970, et quatre rentrant dans le cadre des éliminatoires du mondial 1974.
Il figure dans le groupe des sélectionnés lors de la Coupe du monde de 1974. Lors de la phase finale du mondial organisé en Allemagne, il joue un match contre l'Argentine.